# Feldthurns
Feldthurns (italià Velturno) és un municipi italià, dins de la província autònoma de Tirol del Sud. És un dels municipis del districte i vall d'Eisacktal. L'any 2007 tenia 2.666 habitants. Comprèn les fraccions de Garn (Caerne), Schnauders (Snodres), Schrambach (San Pietro Mezzomonte) i Tschiffnon (Giovimano). Limita amb els municipis de Brixen, Klausen, Villnöß i Vahrn.

## Situació lingüística
| Pertinença lingüística (cens 2001) | 98,56% alemany |
| Pertinença lingüística (cens 2001) | 0,89% italià   |
| Pertinença lingüística (cens 2001) | 0,55% ladí     |

## Administració

Territori comunal

| Període | Identitat        | Partit |
| ------- | ---------------- | ------ |
| 2004-   | Herbert Dorfmann | SVP    |